# Marcha por la Vida en Bolivia
La Marcha por la Vida fue una movilización social histórica de las bases mineras y sectores populares de Bolivia en contra de la relocalización de mineros y la pérdida de sus fuentes de trabajo en 1986. Los trabajadores mineros organizados, como históricamente habían actuado, se propusieron llegar de Oruro a La Paz en una extensa caminata. Esta meta nunca se cumplió ya que la marcha fue intervenida por el ejército. La marcha se produjo durante el gobierno de Víctor Paz Estenssoro , quien a través del decreto 21060  marcó un giro en la política boliviana cerrando las minas estatales que formaban parte de la COMIBOL la marcha de los trabajadores mineros buscaba evitar el cierre de las minas, pero finalmente marcó un hito en las organizaciones sindicales del sector al no lograr los objetivos que se habían propuesto.

## Antecedentes
El 6 de agosto de 1985, asume la presidencia de Bolivia Víctor Paz Estenssoro.
En octubre de 1985, los precios internacionales del estaño cayeron estrepitosamente, llegando el mercado de metales de Londres a no tener una cotización para el estaño, lo cual junto a la hiperinflación ocasionó que el gobierno de Paz Estenssoro promulgase el Decreto 21060, norma que, para frenar la inflación:
- Liberó el tipo de cambio.
- Puso fin a los controles de precios y eliminó las subvenciones al sector público.
- Cortó dos tercios de los empleados de las compañías de petróleo y estaño estatales.
- Congeló el sueldo de los empleados restantes y los trabajadores del sector público.
- Liberalizó los aranceles de importación mediante la imposición de un arancel uniforme del 20%.
- Detuvo el pago de la deuda externa en virtud de un acuerdo negociado con el FMI.

La implementación de estas medidas paró la hiperinflación con un costo social muy alto, el despido de 27,000 obreros de las empresas mineras del Estado. La Marcha por la Vida fue una alternativa de lucha planificada por la Dirección General de Extensión de la Universidad Nacional "Siglo XX" en respuesta y apoyo a las dirigentes de las Amas de Casa Mineras de Siglo XX y Catavi que planteaban una huelga de hambre en interior mina, forma de lucha desgastada por entonces y sustituida por la marcha. Por esto, la marcha fue encabezada por universitarios de la "Siglo XX" y las Amas de Casa Mineras de Siglo XX y Catavi. Inicialmente, la marcha fue planificada para realizarse desde Siglo XX hacia la ciudad de Oruro. La convocatoria de las bases mineras a concentrarse en Oruro dieron lugar a que la marcha se realizara desde Oruro hacia La Paz.

## La marcha
La Marcha por la Vida se realizó entre el 21 de agosto al 28 de agosto de 1986, con la participación de más de 25,000 trabajadores.
La marcha comenzó después del ampliado de trabajadores mineros en la avenida Cívica Sanjinés Vincenti, en Oruro y su objetivo era llegar a la ciudad de La Paz, sede de gobierno a una distancia aproximada a pie de 300 km. El 22 de agosto se unieron otros sectores de trabajadores como campesinos y gremiales, llegando el 22 de agosto hasta la localidad de Panduro. Entre las localidades Ayo Ayo y Calamarca el número de marchistas se incrementó con la participación de la Confederación Sindical Única de Trabajadores Campesinos de Bolivia (CSUTCB), sectores populares y universitarios de todo el país, principalmente de Potosí, Oruro y La Paz. El 25 de agosto, el presidente Paz Estenssoro decreta la descentralización de la Corporación Minera de Bolivia. El 28 de agosto el gobierno decretó estado de sitio y 2000 militares reprimieron y pararon la marcha en la localidad de Calamarca con tanques y carros de asalto. Ante estos hechos, los dirigentes de la Central Obrera Boliviana, Simón Reyes y Filemón Escobar, piden disolver la marcha a 60 km de llegar a la ciudad de La Paz, para evitar otra masacre.